# Andres Dumitrescu
Andres Dumitrescu, né le 11 mars 2001 à Slatina en Roumanie, est un footballeur roumain qui évolue au poste d'arrière gauche au Sepsi OSK, en prêt du Slavia Prague.

## Biographie

### En club
Né à Slatina en Roumanie, Andres Dumitrescu commence le football au FC Argeș Pitești avant de poursuivre sa formation en Italie, rejoignant le Calcio Padoue le 15 mars 2019. En août 2019 Dumitrescu prend cette fois la direction de la Suisse en rejoignant librement le FC Lugano.
Dumitrescu s'engage en faveur du Sepsi OSK en janvier 2020, faisant donc son retour dans son pays natal. C'est avec ce club qu'il fait ses débuts en professionnel, jouant son premier match le 23 novembre 2020 face au Chindia Târgoviște, en championnat. Il est titularisé et son équipe s'impose sur le score de deux buts à un ce jour-là.
Le 4 septembre 2023, Dumitrescu rejoint le Slavia Prague pour un contrat de quatre ans. Les frais de transfert élèveraient à 1 million d'euros plus 10 % des gains d'une future vente,.
En manque de temps de jeu dans son nouveau club, il est prêté pour 6 mois, le 31 janvier 2024 à son ancien club, le Sepsi OSK. 

### En sélection
Andres Dumitrescu représente l'équipe de Roumanie des moins de 19 ans pour un total de cinq matchs joués, tous en 2019 et en tant que titulaire. Il officie également à quatre reprises comme capitaine de cette équipe.
Andres Dumitrescu joue son premier match avec l'équipe de Roumanie espoirs le 25 mars 2022, lors d'un match amical contre la Finlande. Il est titularisé et son équipe s'impose par deux buts à un.

## Vie privée
En novembre 2020 Andres Dumitrescu révèle avoir pour idole l'ancien international roumain Cristian Chivu, et comme son modèle il souhaite jouer un jour en Italie et pour l'Inter Milan.

## Palmarès
Sepsi OSK
- Coupe de Roumanie (1) :
  - Vainqueur : 2021-2022.
- Supercoupe de de Roumanie (1) :
  - Vainqueur : 2022.